# Arthur Greenwood
Arthur Greenwood, CH (ur. 8 lutego 1880 w Leeds, zm. 9 czerwca 1954 w Londynie) – brytyjski polityk, członek Partii Pracy, minister w rządach Ramsaya MacDonalda i Clementa Attleego.

## Życiorys
Na początku lat 20. XX wieku był sekretarzem Labour Research and Information Department. W 1922 został wybrany do Izby Gmin jako reprezentant okręgu Nelson and Colne. Podczas krótkiego okresu rządów labourzystów w 1924 był sekretarzem parlamentarnym w Ministerstwie Zdrowia. W drugim rządzie labourzystowskim w latach 1929–1931 był ministrem zdrowia. Miejsce w parlamencie utracił po wyborach w 1931, ale powrócił do Izby Gmin w 1932 po wyborach uzupełniających w okręgu Wakefield.
Od 1935 był wiceprzewodniczącym Partii Pracy. W gabinecie wojennym Winstona Churchilla został w 1940 ministrem bez teki. W 1942 zrezygnował ze stanowiska i opuścił gabinet. Do końca II wojny światowej pełnił funkcję lidera opozycji, ale nie pobierał z tego tytułu dodatkowego uposażenia. W 1943 został skarbnikiem Partii Pracy, pokonując Herberta Morrisona.
W 1945 przestał być wiceprzewodniczącym partii. W pierwszym rządzie Clementa Attleego objął stanowisko lorda tajnej pieczęci. W 1946 został dodatkowo Paymaster-General. Z obu tych stanowisk zrezygnował w 1947. Przez kilka miesięcy był jeszcze ministrem bez teki. W Izbie Gmin zasiadał do śmierci.
Jego syn, Anthony, również polityk labourzystowski, był ministrem w rządach Harolda Wilsona.